# Рай-Еленовка
Рай-Еле́новка либо Рай-Оле́новка (укр. Рай-Оленівка) — посёлок в Песочинском поселковом совете Харьковского района Харьковской области, Украина.
Код КОАТУУ — 6325157903. Население по переписи 2001 года составляет 650 (284/366 м/ж) человек.

## Название
Хутор Еле́новский в окрестностях Песочина существовал в начале 19 века.
Изначально имение князей Святополк-Мирских называлось в 19 веке Еленовка, а после рождения дочери Раисы — Рай-Еленовка.
Рай-Еленовка либо Райеленовка — официальное название посёлка на 1940—1976 год.
Рай-Оленовка — название посёлка в советское время в 1979 году.
На картах Харьковской области на русском языке, в том числе на множестве Генштабовских топографических карт, изданных в советское время, и на картах, изданных на Украине после 1991 года, посёлок называется Рай-Еленовка либо Райеленовка. Также он называется «Рай-Еленовка» по-немецки в донесениях вермахта и по-русски советских войск.
В 1992—1993 годах посёлок официально называется Рай-Еленовка.
Согласно преданию, назван в честь любимой местного помещика («Рай для Елены») либо, по другой версии, в честь дочерей местного помещика князя Владимира Святополк-Мирского — Раисы и Елены..
Слово «Оленовка» связано с тем, что в советское время населённые пункты УССР, в которых присутствует слово «Оленівка», украинизировались — от украинского имени Олена (рус. Елена).

## Географическое положение
Посёлок Рай-Еленовка находится на расстоянии в 1,5 км от реки Уды (правый берег). Расположен между пгт Коротич и Песочином.
По посёлку протекает пересыхающий Еленин ручей с запрудой и тремя озёрами, одно из которых — Санаторное — длиной более 1 км, которое на данный момент пришло в упадок и сильно обмелело.
Рядом проходит железная дорога Харьков-Полтава и находится станция Рай-Еленовка.

## История
- Хутор Еленовский в окрестностях Песочина существовал в начале 19 века.[9]
- В 1844 году на хуторе Еленовском, который тогда принадлежал "помещице майорше Александре Даниловне", проживали 19 крепостных крестьян (7 м, 12 ж.)[9]
- В первой половине XIX века земли от Песочина до Гиёвки были пожалованы князьям Святополк-Мирским; первоначально - Дмитрию Ивановичу, за Кавказскую войну.
- У князя Дмитрия Святополк-Мирского, владевшего землями от Песочина до Люботина, было несколько сыновей от разных браков, в том числе Пётр и младший — Владимир. Петру был отдан дворец с большими угодьями и селом Гиёвка. Младшему князь выделил большое поместье с селом в местности, затем названной Рай-Еленовка[10].
- В будущей Рай-Еленовке князь выстроил сыну двухэтажный дворец с постройками, заложил большой парк, причём часть деревьев была прислана из Южной Африки[10].
- Дмитрий Святополк-Мирский, командовавший полком, с помощью своих солдат вырыл и построил 15 прудов (т. н. ставков) цепочкой от Песочина до Люботина на своих землях, в том числе в Рай-Еленовке.[10] Справа от княжеского дворца был пруд, оборудованный под купание — с мужским, женским и детским пляжами. Слева находился другой пруд — длиной 800 и шириной 100 м со множеством дичи.[10]
- После смерти отца (в январе 1899 года), похоронив родителей в Люботине возле Гиёвской церкви, Владимир распродал местным помещикам принадлежащую ему землю и уехал с супругой и дочерьми Раисой и Еленой из России за границу[10].
- В 19 веке при постройке Харьковско-Николаевской железной дороги начальник её харьковского участка обратился к князю Святополк-Мирский, Владимир Дмитриевич с вопросом о названии ж.д. станции, расположенной на его территории. Князь назвал имена своих дочерей — Раисы и Елены, желая увековечить их память. Так появилась железнодорожная станция «Рай-Еленовка»[10].
- 1932 — дата присвоения селу статуса посёлка.
- При СССР не всем нравилось название посёлка. В 1934 году, когда в СССР была «эпидемия»[10] переименований поселков и сел в «революционные» названия, то это коснулось и Рай-Еленовки. На Песочинском сельском совете (куда входило село) был поставлен вопрос о переименовании Рай-Еленовки, названной в честь дочерей князя, в «революционное» (не указано, какое) название. Большинство членов совета проголосовало за оставление прежнего названия[10].
- В 1937 году были построены два однотипных двухэтажных дома. Эти два дома, дома помещиков и двухэтажный княжеский дворец, в которых до этого жили партийные[10] и хозяйственные работники, стали первоначальными зданиями Дома отдыха «Рай-Еленовка»[10].
- В 1940 году, перед ВОВ, в посёлке было 55 дворов.[21]
- После ВОВ и до 1980-х годов вокруг села и в самом селе были выделены значительные земли нескольким садово-дачным обществам[22] (кооперативам).

## Здравоохранение
- Санаторий «Рай-Еленовка»[7][23] Министерства здравоохранения СССР (союзного подчинения[5]), затем Минздрава Украины; закрыт в 2009 году, после чего территория перешла в частные руки и частично застроена, некоторые здания санатория снесены, оставшиеся разграблены и пришли в упадок. С 2019 года территория санатория поделена на участки и продается под застройку.
- При СССР в Рай-Еленовке действовали два пионерских лагеря: «Дружба» и «Ласточка»,[24] ныне закрытые.

## Достопримечательности
При СССР в центре посёлка был установлен памятник В.И. Ленину, снесённый в 2000-х годах.

## Улицы Рай-Еленовки
- Дачная улица.
- Еле́новская улица.
- Ки́рова улица (начинается в Коротиче).
- Котляре́вского улица.
- Лесная улица.
- Нагорный переулок.
- Петра Шу́тки улица (начинается в Коротиче).
- Сковороды́ улица.
- Степная улица.
- Рай-Еле́новская улица.
- Транспортная улица (начинается в Песочине).